# Kolesnikov-Tsibin KC-20
Kolesnikov-Tsibin KC-20 hay KTs-20 (tiếng Nga: КЦ-20) là một loại tàu lượn quân sự chở lính của Liên Xô trong Chiến tranh thế giới II.

## Quốc gia sử dụng
Liên Xô
- Không quân Xô viết

## Tính năng kỹ chiến thuật
Đặc điểm tổng quát
- Kíp lái: 1
- Sức chứa: 20 lính
- Tải trọng: 2200 kg (4840 lb)
- Chiều dài: 14.12 m (46 ft 3¾in)
- Sải cánh: 23.80 m (78 ft 0¾in)
- Chiều cao: 2.84 m (9 ft 4 in)
- Diện tích cánh: 55.20 m² (594 ft²)
- Trọng lượng rỗng: 2050 kg (4510 lb)

 Hiệu suất bay 